# 강원도 (조선민주주의인민공화국)의 행정 구역
조선민주주의인민공화국 강원도의 행정 구역은 다음과 같다.

## 구성
2개 시, 15개 군으로 구성되어 있다.
시
- 문천시
- 원산시

군
| - 고산군 - 고성군 - 금강군 - 김화군 - 법동군 | - 세포군 - 안변군 - 이천군 - 창도군 - 천내군 | - 철원군 - 통천군 - 판교군 - 평강군 - 회양군 |

### 폐지된 행정구역
- 문천군
- 양구군
- 린제군

## 같이 보기
- 강원특별자치도의 행정 구역